# Henri Pérignon
Henri Pérignon (Sèvres, 14 oktober 1879 – 18 juni 1990) was een Frans supereeuweling en de oudste levende man ter wereld gedurende 8 dagen.

## Levensloop
Pérignon werd geboren in 1879. Zijn ouders werkten als dagloner en naaister. Als oudste man werd hij opgevolgd door Robert Freeman. Hij was sinds de dood van John Evans acht dagen eerder de oudste man ter wereld. Pérignon overleed in 1990 in Deauville op 110-jarige leeftijd.